# Swan Islands
Swan Islands är öar i Honduras.   De ligger i departementet Departamento de Islas de la Bahía, i den nordöstra delen av landet, 500 km nordost om huvudstaden Tegucigalpa. Arean är 3,7 kvadratkilometer. 